# Fresnay-en-Retz

Fresnay-en-Retz este o comună în departamentul Loire-Atlantique, Franța. În 2009 avea o populație de 1,202 de locuitori.